# اختبار لاإتلافي
الاختبار غير الإتلافي أو الـ«لا إتلافي» أو اختبار غير مدمر أو اختبار غير تدميري (غالباً ما تكون بصيغة الجمع أي اختبارات أو فحوصات) (بالإنجليزية: Nondestructive testing)‏ اختصارًا NDT هو نوع من أنواع الاختبارات في تحليل أسباب انهيار القطع أو من أجل منع حدوث انهيار القطع في المستقبل وذلك بإجراء الاختبار على القطعة دون إتلافها أو إلحاق أضرار بها.

## الهدف
الهدف من إجراء الاختبار غير الإتلافي NDT هو الكشف عن العيوب في المواد بصفة عامة أو اللحام بصفة خاصة دون إلحاق ضرر بها أثناء الكشف أو في المستقبل. ويتم استخدام الاختبار غير الإتلافي على نطاق واسع جدا في العديد من المجالات الصناعية التي تتطلب شروط ومواصفات تفي بمستويات الجودة ويتم استخدام الاختبارات غير الاتلافية حسب المواصفات المعمول بها في المعايير الدولية مثل المعيار الأوروبي EN-ISO أو معيار الجمعية الأمريكية للمهندسين الميكانيكيين ASME sec V أو معيار الجمعية الأمريكية للاختبارات غير التدميرية ASNT أو حسب مواصفات دولية أخرى.
إن الاختبارات غير التدميرية NDT  تلعب دورا هاما جدا في مراقبة الجودة للمواد أو المنتجات حيث انه يتم استخدامها في جميع مراحل التصنيع لمراقبة جودة جميع العمليات بما في ذلك المواد الخام المستخدمة في تصنيع المنتج أو المادة ومراحل عمليات تصنيعه التي تُستعمل في تشكيله، ويُعد استخدام وسائل الاختبار غير الاتلافي له فوائد جمة لأنه يزيد من معرفة وتقييم مدى سلامة وموثوقية المنتج، مع العلم بأن جميع أساليب الاختبارات غير الاتلافية تعمل جنبا إلى جنب وهي ليست بدائل اختبارية بل هي جميعا مكملة لبعضها البعض.

## تعريف
الاختبار غير الإتلافي هو مجموعة ضخمة من تقنيات التحليل المستخدمة في صناعة العلوم والتكولجيا لتقييم خصائص مادة أو مُكَوَّن أو نظام دون التسبب في ضرر. فمصطلحات اختبار غير تدميري (NDT) أو تفتيش غير تدميري (NDI) أو تقييم غير تدميري (NDE) مسخدمة بشكل معتاد في وصف هذه التكنولوجيا. لأن الاختبار غير التدميري لا يغير المادة التي يجب فحصها بشكل دائم، لكنه تقنية عالية الجودة وقَيِّم يستطيع أن يوفر في المال والوقت عند تقييم المنتج باستكشاف والبحث عن الأخطاء وإصلاحها.
أكثر ستة طرق مستخدمة في الاختبار غير التدميري هي: اختبار تيارات الدوامة، و[اختبار جزيئات ممغنطة، واختبار اختراق السائل، والتصوير الشعاعي الصناعي، واختبار فوق صوتي، والفحص البصري.
عادةً ما يٌستخدم الاختبار غير التدميري في هندسة الطب الشرعي والهندسة الميكانيكية، وهندسة النفط، والهندسة الكهربائية، والهندسة مدنية، وهندسة أنظمة، وهندسة الطيران والفضاء الجوي، والطب، والفن. كان للابتكارات في مجال الاختبارات غير التدميرية تأثيراً عميقاً على التصوير التشخيصي الطبي، متضمنًا تخطيط صدى القلب، وتخطيط الصدى الطبي، والتصوير الشعاعي الرقمي. مع ظهور التعلم الآلي ورؤية الكمبيوتر والتقنيات المبنية على البيانات، تحسن الاختبار غير التدميري في عدة مجالات. تقنيات التعلم المعتمدة على البيانات والتعلم الآلي للتوقع بحالة الضرر المستندة فقط إلى الملاحظات المرئية في البنى التحتية.

## فوائد الاختبارات غير الإتلافية
إنه من الصعب جداً ضمان عدم انكسار وصلة لحام أو قالب أثناء خدمته، لذلك يكون من الضروري فحص القطع المنتجة أثناء عملية تصنيعها. أثناء عملية سباكة قطعة معدنية قد يتقلص المعدن عند تبريده في القالب وهذا قد يؤدي لحدوث تشققات أو فراغات ضمن بنية السبيكة. حتى إن أفضل صناع اللحام أو آلات اللحام لا تستطيع القيام بعملية لحام أو وصل للمعادن سليم 100% من العيوب. حيث تتضمن بعض العيوب ظهور شقوق في الوصلة اللحامية نتيجة عدم الانصهار الكامل لمعدن اللحام، أو ظهور فقاعات داخل الوصلة اللحامية قد تؤدي مستقبلاً إلى انكسار الوصلة اللحامية أثناء عمل القطعة.
تحتاج العديد من القطع الصناعية أثناء خدمتها القيام بفحوص دورية لا إتلافية من أجل اكتشاف الضرر الذي لا يمكن اكتشافه بطرق الفحص الاعتيادية، من هذه الفحوص على سبيل المثال:
- تحتاج أجسام الطائرات إلى فحوص دورية للكشف على الشقوق فيها.
- يجب فحص الأنابيب المدفونة في الأرض[ ؟ ] للكشف عن التآكل أو الشقوق الناتجة عن الإجهادات.
- الأنابيب في المعامل قد تتعرض للتآكل نتيجة المواد التي تنقل فيها.
- الاسمنت المسلح قد تضعف مع مرور الزمن نتيجة ضعف فولاذ التسليح الداخلي.
- قد تنشأ شقوق في جدران خزانات الغازات المضغوطة.
- الأسلاك الحاملة للجسور قد تتآكل بفعل العوامل الجوية، والاهتزازات، والحمولات العالية.

من الممكن فحص القطع المشغلة مثل المدحرجات بشكل لا إتلافي لإيجاد القطع المفقودة أو كمية شحوم التزييت باستخدام checkweigher. كان صناع الأجراس والحدادين وصانعوا السيوف يستخدمون حاسة السمع طَوال قرون من أجل فحص القطع عن طريق الطَرْق عليها وسماع الصوت الناتج عن المعدن. كما كانت تُفحص دواليب العربات من أجل التأكد من خُلوها من الشقوق الناتجة عن التعب.
مؤخراً تُستخدم تقنيات التصوير بالأشعة السينية من أجل فحص داخل القطع المشغولة للكشف عن الفراغات والعيوب. ويجب استخدام شدة مناسبة للأشعة السينية من أجل فحص المواد حيث أن المواد ذات الكثافة المنخفضة تتطلب استخدام شدة كثافة إشعاعية منخفضة.

## تاريخ الاختبارات غير الإتلافية في الصناعة
- في عام 1854 تسبب انفجار مرجل في معمل في ولاية كونيكتيكت[9][10] في مقتل 21 شخص وجرح 50 آخرين. وخلال عشر سنوات قامت الولاية بصياغة قانون يفرض الفحص السنوي (كان الفحص يتم بالنظر) على الغلايات العاملة.
- في عام 1895، اكتشف فيلهلم كونراد رونتغن ما يعرف اليوم بالأشعة السينية. قام بالتنبؤ بكشف الشقوق باستخدام هذه الأشعة في أول بحث منشور له.
- بين عامي 1880 و 1920 تم استخدام طريقة الزيت والتبييض من أجل الكشف عن الشقوق في صناعة السكة الحديد في القطع الفولاذية الثقيلة (تم تغطيس قطعة في زيت خفيف، ثم تطلي بطلاء أبيض يجف متحولاً إلى مسحوق. يقوم الزيت الخارج من الشقوق بتحويل لون المسحوق الأبيض إلى الرمادي مما يسمح بالكشف عن أماكن الشقوق بسهولة).
- في عام 1920 بدأ بتطوير تقنيات الفحص بالأمواج للقطع الصناعية.
- في عام 1926 تم استخدام أول جهاز تيار كهرومغناطيسي من أجل قياس سماكة معدن.
- في عامي 1927- 1928 تم استخدام جهاز يعمل على التحريض المغناطيسي من أجل اكتشاف الشقوق في سكة حديدية.
- 1935 - 1940 تطوير طرق الفحص باختراق السوائل.
- 1940 - 1944 تطوير طريقة الفحص بالأمواج فوق الصوتية، التي طورها في الولايات المتحدة الأمريكية الدكتور فلويد فايرستون، والذي تتقدم بطلب الحصول على براءة اختراع أمريكية لنفسه في 27 مايو 1940 وصدرت براءة الاختراع الأمريكية باعتبارها منحة رقم. 2280226 في 21 أبريل 1942. مقتطفات من الفقرتين الأوليين من هذه البراءة المنوية لطريقة الاختبار غير المدمرة تصف بإيجاز أساسيات الاختبار بالموجات فوق الصوتية. «يتعلق اختراعي بجهاز لاكتشاف وجود عدم تجانس الكثافة أو المرونة في المواد. على سبيل المثال، إذا كان للقالب فتحة أو صدع داخله، فإن جهازي يسمح باكتشاف وجود الخلل وتحديد موقعه، على الرغم من أن العيب يكمن بالكامل داخل الصب ولا يمتد إلى أي جزء منه إلى السطح». بالإضافة إلى ذلك، «يتمثل المبدأ العام لجهازي في إرسال اهتزازات عالية التردد إلى الجزء الذي سيتم فحصه، وتحديد الفواصل الزمنية لوصول الاهتزازات المباشرة والمنعكسة في محطة واحدة أو أكثر على سطح الجزء». تخطيط صدى القلب الطبي هو فرع من هذه التكنولوجيا.[11]
- 1946 - أول صور إشعاعية نيوترونية من إنتاج بيترز.
- 1950 - اخترع شميدت هامر (المعروف أيضا باسم «المطرقة السويسرية»). تستخدم الأداة طريقة اختبار غير مدمرة حاصلة على أول براءة اختراع في العالم للخرسانة.
- 1950 - قدم جي كايزر الانبعاثات الصوتية كطريقة NDT.

لاحظ عدد التطورات التي تمت خلال فترة الحرب العالمية الثانية، في وقت كانت فيه أهمية ضبط الجودة الصناعية تزداد أهمية.
- 1963 - يعد اختراع فريدريك ج. ويغارت[13] وجيمس ماكنولتي (مهندس راديو أمريكي)[14] للاختراع الرقمي بالأشعة، بمثابة فرع من تطور أزواج معدات الاختبار غير التدميرية في شركة أتمتة للصناعات، ثم، في سيغوندو، كاليفورنيا. انظر جيمس ف ماكنولتي أيضا في المادة اختبار بالموجات فوق الصوتية.
- 1996 - أسس رولف ديديريكس أول مجلة Open Access NDT في الإنترنت. اليوم المنفذ المفتوح NDT قاعدة البيانات NDT.net
- 2008 - تأسست الأكاديمية NDT الدولية رسميًا ولها مكتبها الرئيسي في بريشيا (إيطاليا) الموقع الرسمي

كما تم استخدام التقييم غير الهدام في المطارات لفحص الامتعة الموجودة في الحقائب دون فتحها وذلك من خلال استخدام اشعة x-ray وتم استخدام تقنيات التقييم غير الهدام في الجانب الزراعي للكشف عن سوسة النخل الحمراء.

## تطبيقات
- صناعة السيارات
  - قطع المحرك
  - هيكل السيارة
- الطيران، الفضاء[ ؟ ]
  - هياكل الطائرات
- محطات الطاقة
  - مراوح
  - محركات غازية
  - عنفات
- إنشاءات
  - جسور[ ؟ ]
- صيانة
- تصنيع
  - سباكة[ ؟ ]
  - طرق

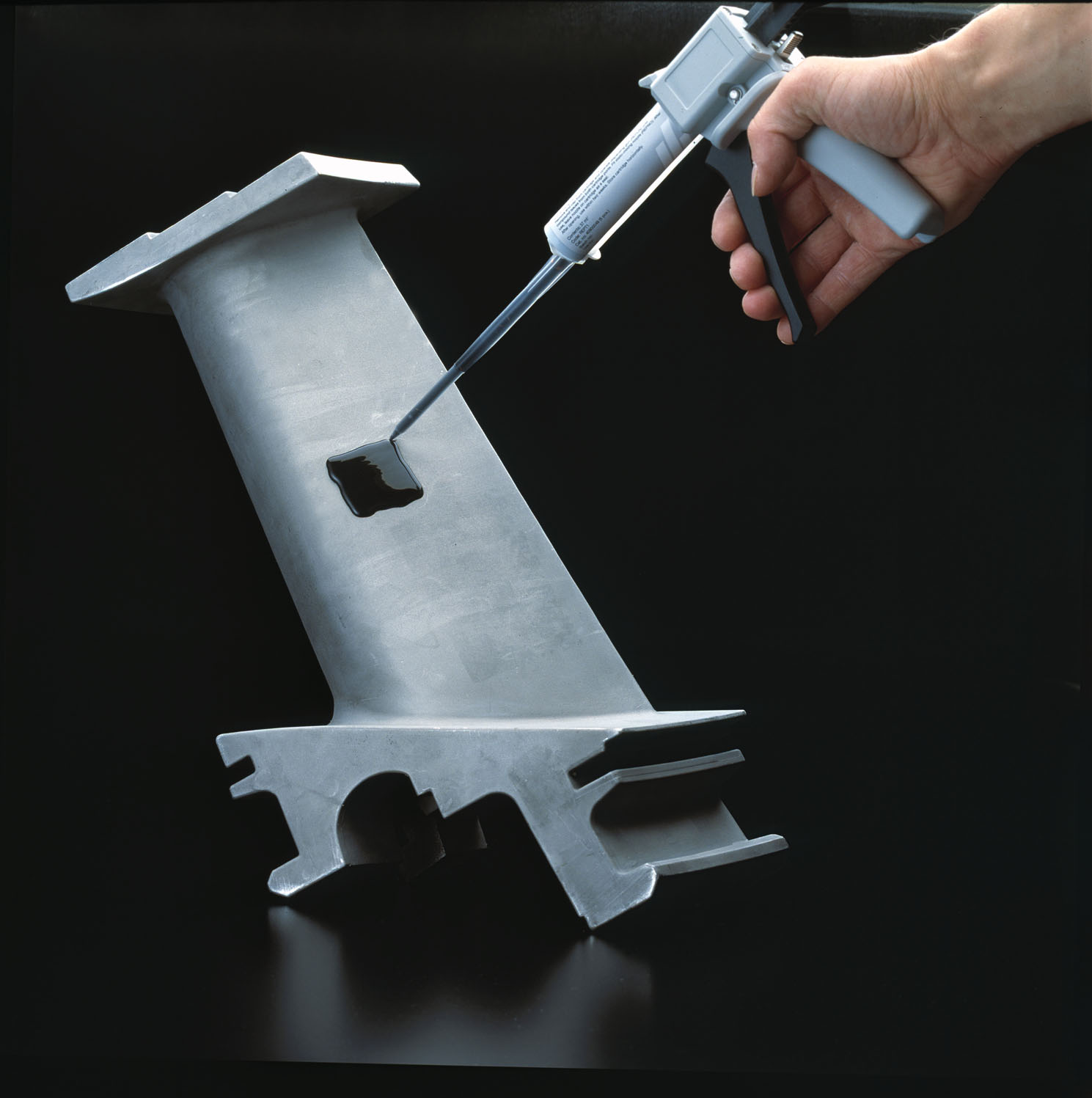
مثال على تقنية النسخ المتماثل ثلاثي الأبعاد. تسمح النسخ المتماثلة عالية الدقة المرنة بفحص الأسطح وقياسها في ظروف المختبر. يمكن أن تؤخذ نسخة طبق الأصل من جميع المواد الصلبة.

- مختلف العمليات التي تتم في المواقع الصناعية
  - خزان ضغط
  - لحام
  - غلاية[ ؟ ]
  - مبادل حراري
  - عنفات
- مجالات أخرى
  - سكة حديد
  - غواصات
  - تصوير طبي

## طرق الاختبار غير الإتلافي
تقسم الاختيارات غير الإتلافية إلى العديد من أنواع الطرق، حيث أن كل طريقة تضم العديد من تقنيات للفحص وذلك حسب التطبيق ونوع الفحص، بحيث يتم تطبيق أحد طرق الفحص للقيام بعملية فحص معينة لا تصلح لغيرها. لذلك يكون من المهم اختيار نوع وطريقة الاختبار لتحقيق أفضل أداء للاختبار غير الإتلافي.
إن جميع طرق الاختبار غير الاتلافي NDT لها خصائص مشتركة وهي تطبيق وسيلة اختبار معينة ومحددة للمواد أو المنتجات المراد فحصها مع مراعاة المتغيرات في متوسط الاختبار والفحص والقياس بالنسبة للكشف علي العيوب وتنقسم الاختيارات غير الإتلافية NDT إلى العديد من الأساليب التي تضم العديد من التقنيات في أسلوب الفحص وذلك يتم بإيجاز الشروط المفروضة على العملية نفسها بحيث يتم تطبيق أحد طرق الفحص للقيام بعملية فحص معينة لا تصلح لغيرها. لذلك يكون من المهم اختيار نوع وطريقة الاختبار لتحقيق أفضل أداء للاختبار غير الإتلافي وقد يتطلب الأمر إلى استخدام أكثر من طريقة للتطبيق على نفس العملية.
بعض طرق الاختيارات هي:
- اختبار اختراق السائل Liquid penetrant testing
- اختبار التصوير الشعاعي RT
  - تصوير شعاعي رقمي
  - تصوير أشعة مقطعية
  - اختبار تصوير نيوتروني
- اختبار بالأمواج الفوق صوتية
- اختبار كهرومغناطيسي
- اختبار الانبعاث الصوتي
- اختبار بالأشعة تحت الحمراء
- اختبار التيار الدوامي